# Cinclodes pabsti
Cinclodes pabsti là một loài chim trong họ Furnariidae.